# 图伦区
图伦区（俄语：Тулунский район）是俄罗斯联邦伊尔库茨克州下辖的一个区，其行政中心为图伦。据2016年统计，该区的人口为25804人。